# Kościół rektoralny
Kościół rektoralny lub kościół rektorski – w Kościele katolickim świątynia, nad którą powierzono troskę rektorowi kościoła.
W hierarchii kościołów po kościele katedralnym i kościele parafialnym, a przed kościołem filialnym.

## Galeria

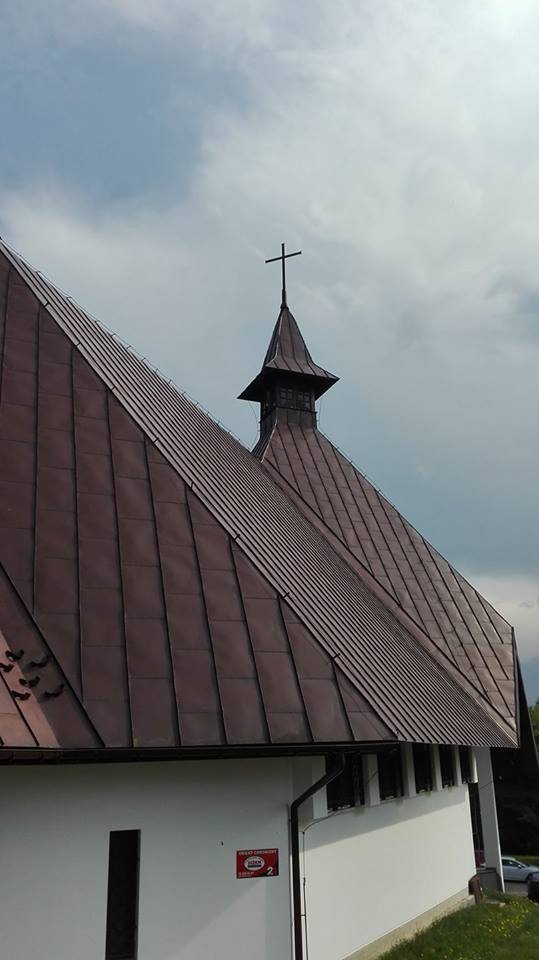
Kościół Matki Boskiej Fatimskiej w Czorsztynie
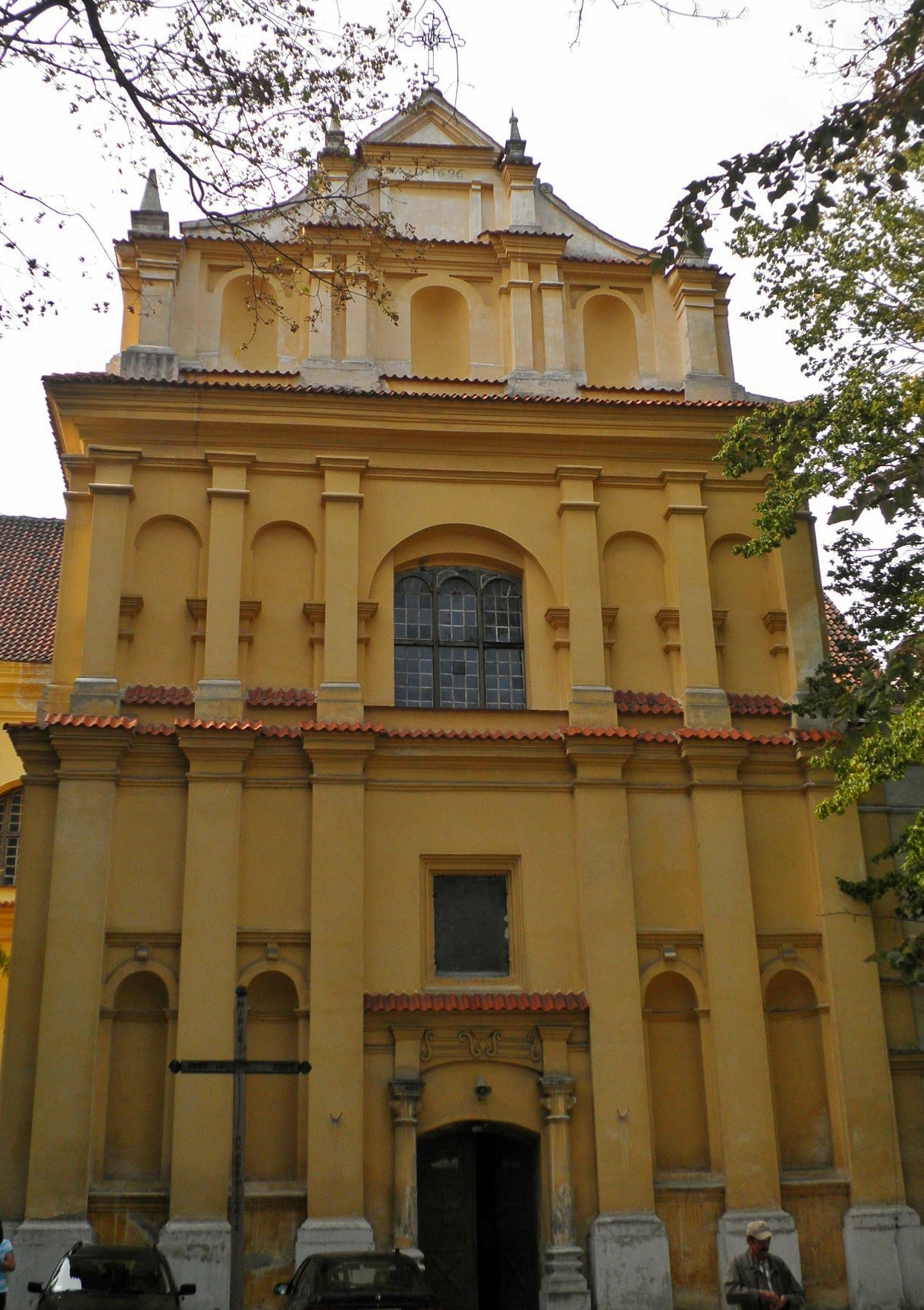
Kościół Niepokalanego Poczęcia NMP w Lublinie
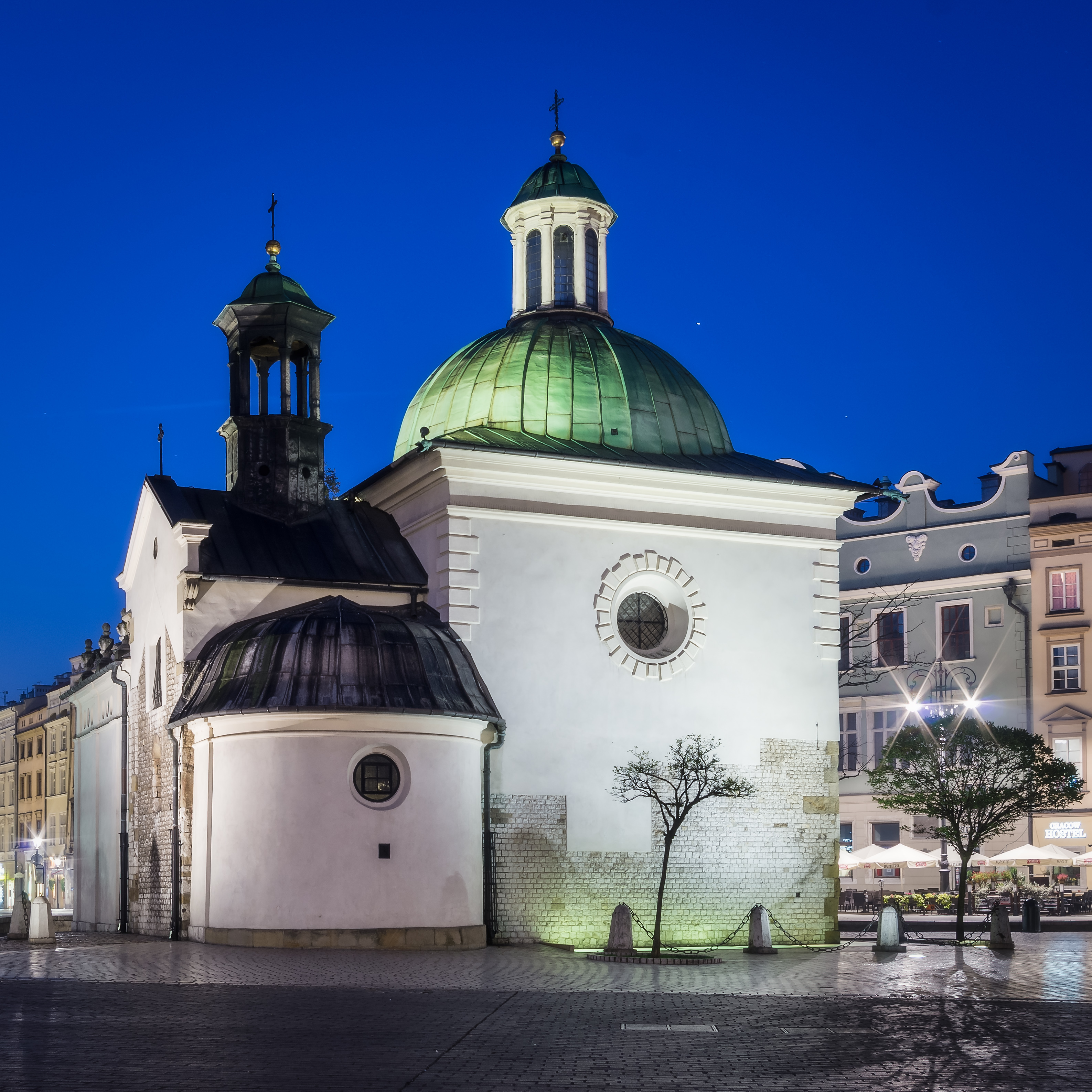
Kościół św. Wojciecha w Krakowie (Rynek Główny)
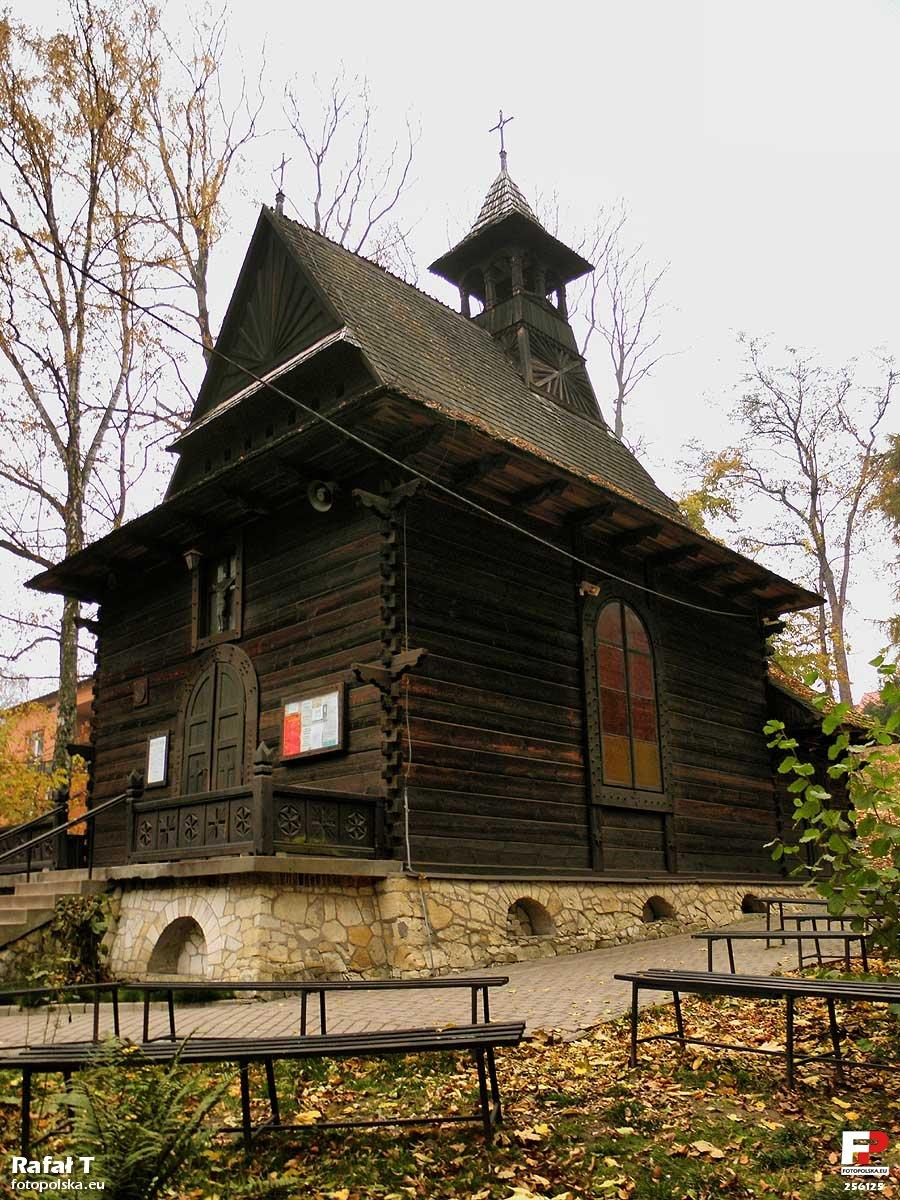
Kościół św. Karola Boromeusza w Nałęczowie
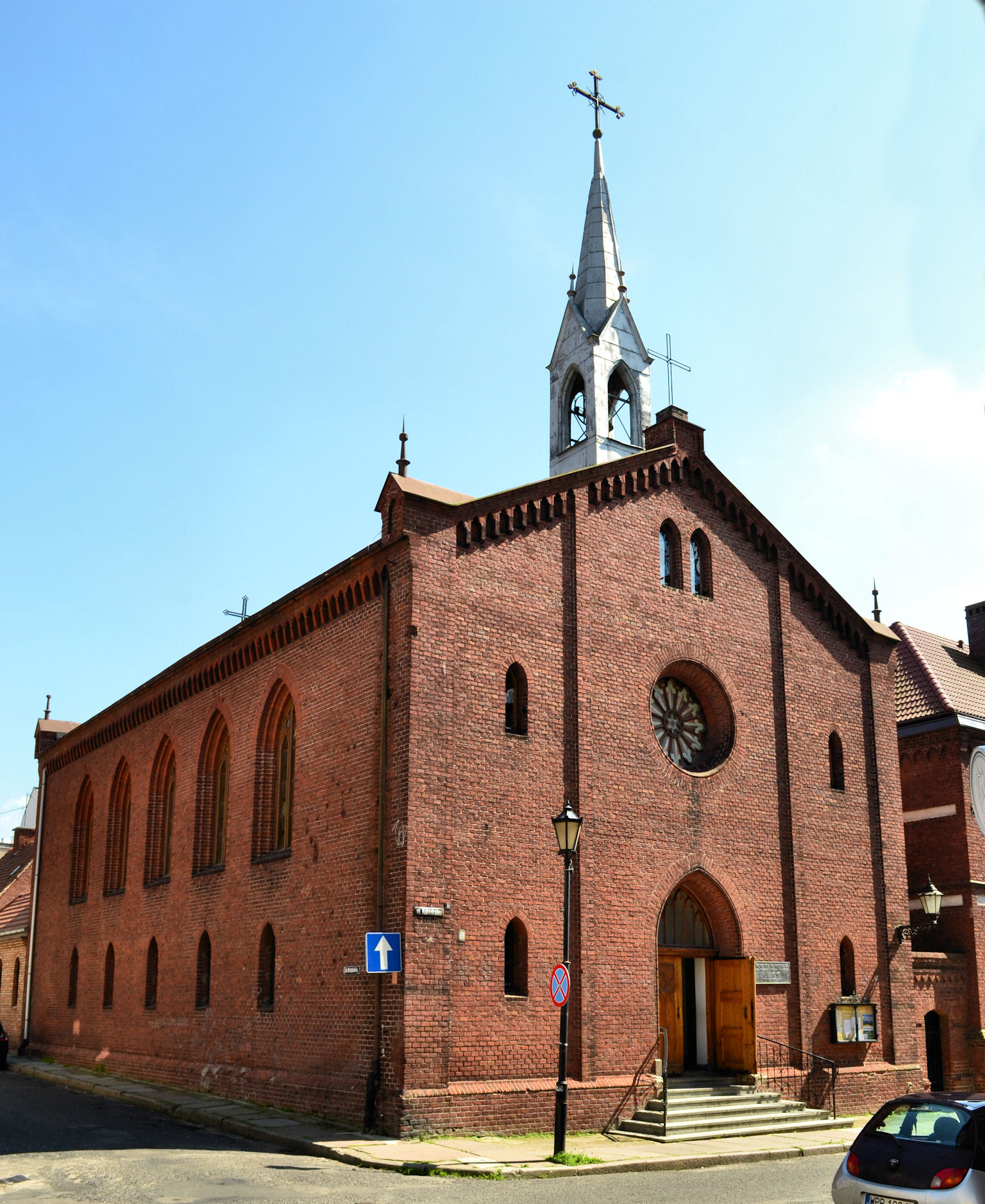
Kościół Niepokalanego Poczęcia Najświętszej Maryi Panny w Kołobrzegu
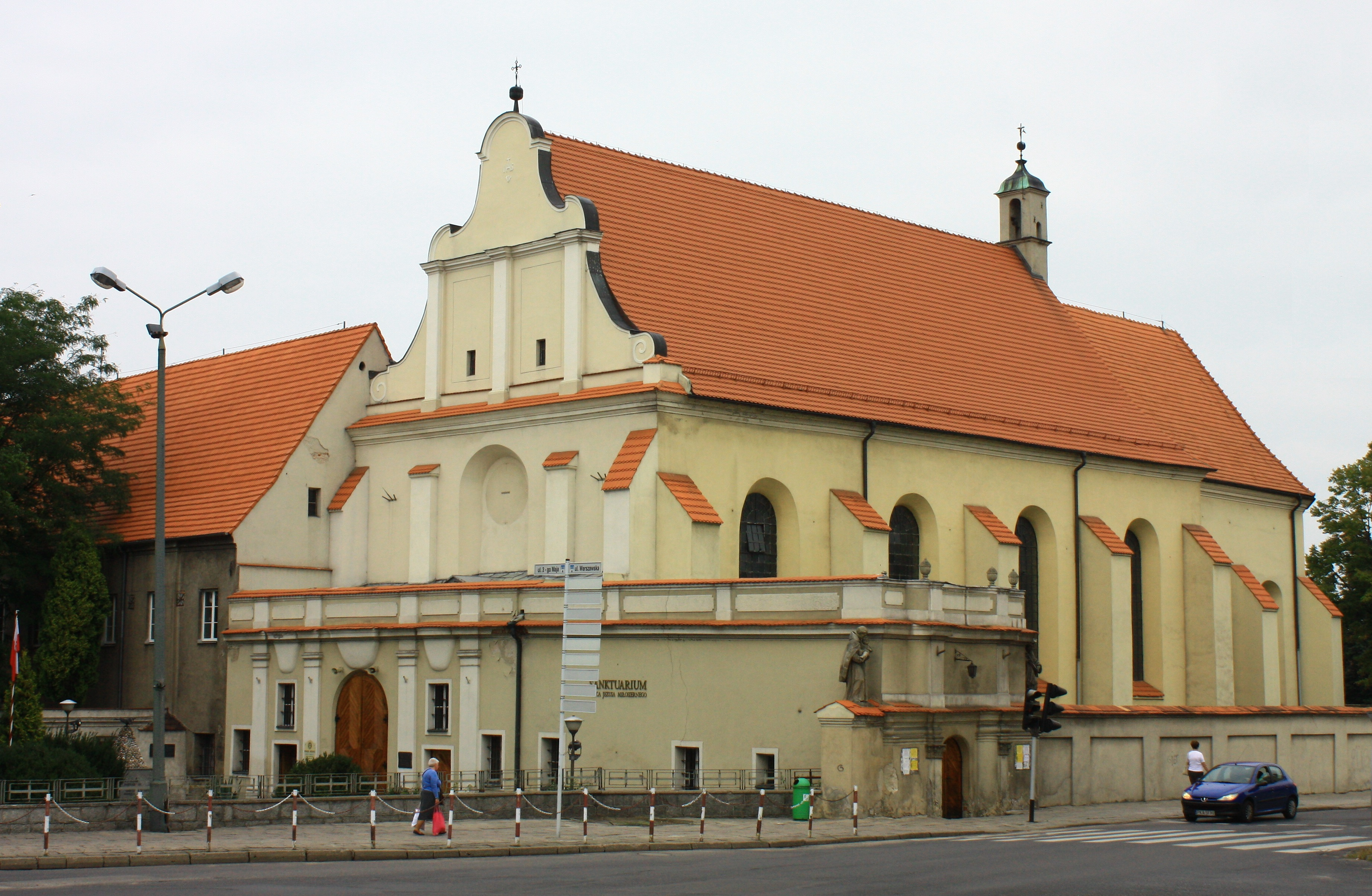
Kościół Nawiedzenia Najświętszej Maryi Panny w Kaliszu